# Patrick Avril
Patrick Avril (Luik, 15 oktober 1956) was een Belgisch lid van het Waals Parlement.

## Levensloop
Avril werd beroepshalve leerkracht. Via Freddy Donnay verzeilde hij bij de jonge socialistische militanten en in 1983 werd hij gemeenteraadslid van Saint-Nicolas. Van 1989 tot 1995 was hij er schepen en in 1995 werd hij burgemeester van de gemeente.
In 1999 werd hij lid van het Waals Parlement en het Parlement van de Franse Gemeenschap ter opvolging van Laurette Onkelinx en bleef er zetelen tot in 2009. Van 2004 tot 2009 was hij in het Waals Parlement de voorzitter van de commissie Huisvesting.
Avril kwam in 2009 in opspraak omdat hij bij de verkiezingen van 2004 geld uit de gemeentekas van Saint-Nicolas zou uitgegeven hebben om zijn kiescampagne te betalen. Ook zou hij gemeentearbeiders en gemeentemateriaal ingezet hebben om affiches te plakken. Door het schandaal was hij in 2009 geen kandidaat meer bij de Waalse verkiezingen. In 2011 werd hij veroordeeld tot één jaar cel met uitstel en verloor hij voor vijf jaar zijn rechten om zich verkiesbaar te stellen. Hierdoor moest hij ontslag nemen als burgemeester en gemeenteraadslid van Saint-Nicolas.